# 1038 (numero)
Milletrentotto (1038) è il numero naturale dopo il 1037 e prima del 1039.

## Proprietà matematiche
- È un numero pari.
- È un numero composto da 8 divisori: 1, 2, 3, 6, 173, 346, 519, 1038. Poiché la somma dei suoi divisori (escluso il numero stesso) è 1050 > 1038, è un numero abbondante.
- È un numero sfenico.
- È un numero semiperfetto in quanto pari alla somma di alcuni (o tutti) i suoi divisori.
- È un numero malvagio.
- È un numero congruente.
- È un numero intero privo di quadrati.
- È parte delle terne pitagoriche (312, 990, 1038), (1038, 1384, 1730), (1038, 29920, 29938), (1038, 89784, 89790), (1038, 269360, 269362).

## Astronomia
- 1038 Tuckia è un asteroide della fascia principale del sistema solare.

## Astronautica
- Cosmos 1038 è un satellite artificiale russo.